# Тетрахлороаурат(III) лития
Тетрахлороаурат(III) лития — неорганическое соединение, соль металла лития и золотохлористоводородной кислоты с формулой Li[AuCl4]. При нормальных условиях представляет собой оранжевые гигроскопичные кристаллы. Образует кристаллогидрат состава Li[AuCl4]·2H2O.

## Получение
- Соединение получается обменной реакцией хлорида лития и тетрахлороаурата водорода:

{\displaystyle {\mathsf {LiCl+HAuCl_{4}\ {\xrightarrow {H_{2}O}}\ Li[AuCl_{4}]+HCl}}}
- Взаимодействие димера хлорида золота(III) с хлоридом лития:

{\displaystyle {\mathsf {Au_{2}Cl_{6}+2LiCl\ {\xrightarrow {H_{2}O}}\ 2Li[AuCl_{4}]}}}

## Физические свойства
Тетрахлороаурат(III) лития образует оранжевые кристаллы, хорошо растворимые в воде. Разлагается при нагревании выше 105 °С.

## Химические свойства
- При нагревании гидрат теряет воду:

{\displaystyle {\mathsf {Li[AuCl_{4}]\cdot 2H_{2}O\ {\xrightarrow {90^{o}C}}\ Li[AuCl_{4}]+2H_{2}O\uparrow }}}
- При дальнейшем нагревании разлагается:

{\displaystyle {\mathsf {2Li[AuCl_{4}]\ {\xrightarrow {105^{o}C}}\ 2Au+2LiCl+3Cl_{2}\uparrow }}}